# Polonesas, Op. 40 (Chopin)
Las polonesas op. 40 son unas composiciones de Frédéric Chopin, también llamadas Polonesas Militares, realizadas en 1838, durante su corta estancia en Mallorca. Sus tonalidades son en la mayor la n.º 1 y en do menor la n.º 2. Antón Rubinstein señaló que cada una corresponde a la gloria y a la tragedia de Polonia, respectivamente.
La polonesa op. 53 (heroica) está fuertemente influenciada en esta obra, por lo que su introducción es similar.
Durante la invasión de Polonia en septiembre de 1939 por el ejército alemán al comienzo de la Segunda Guerra Mundial, la radio polaca emitió cada día estas obras como protesta nacionalista y para unir al pueblo polaco. Los nazis prohibieron más tarde las representaciones públicas de Chopin y destruyeron el principal monumento al compositor en Varsovia, una escultura de Chopin sentado bajo un árbol, que había sido erigida en 1926 en la entrada al Parque Łazienki.